# Champ pétrolifère de Kuparuk
 (avril 2016).
Si vous disposez d'ouvrages ou d'articles de référence ou si vous connaissez des sites web de qualité traitant du thème abordé ici, merci de compléter l'article en donnant les références utiles à sa vérifiabilité et en les liant à la section « Notes et références ».
Le champ pétrolifère de Kuparuk est un champ pétrolifère situé en Alaska aux États-Unis. Il est nommé d'après la rivière Kuparuk. Il est découvert en 1969 par Sinclair Oil. Sa production a commencé en 1982 avec ARCO. Il est maintenant détenu par ConocoPhillips. 